# 谭卓垣
谭卓垣（1900年—1956年），广东新会人，中華民國图书馆学家。
岭南大学毕业后，留学美国芝加哥大学，在图书馆学院获博士学位。学成回国后，任岭南大学图书馆馆长。在美国获得图书馆学博士学位。后来赴美工作，1956年10月27日在担任夏威夷大学东方图书馆馆长任上去世。

## 著作
著有《清代图书馆发展史》（英文，博士学位论文，商务印书馆1935年出版），南京大学徐雁教授1980年代翻译出版，2007年又重版。
主编有《中文杂志索引》。著有《广州定期刊物的调查（１９２７～１９３７）》等。
以《清代图书馆发展史》为著名。全书共分五章；第一章概述了学者、图书馆藏书与学术文化发展的各种因素；第二、三章论述了皇家藏书及私人藏书家的类型、特征及学术成就；第五章总结了整个清代的图书馆历史的一般特点及得失利弊。